# David Gibson-Watt, Baron Gibson-Watt
James David Gibson-Watt, Baron Gibson-Watt PC MC DL (* 11. September 1918; † 7. Februar 2002 in Llandrindod Wells, Powys) war ein britischer Politiker der Conservative Party, der 18 Jahre lang Abgeordneter des House of Commons war und 1979 als Life Peer aufgrund des Life Peerages Act 1958 Mitglied des House of Lords wurde.

## Leben

### Studium und Kriegsheld im Zweiten Weltkrieg
Gibson-Watt, dessen Vater James Miller Gibson-Watt zuletzt Vize-Lord Lieutenant von Hampshire war, absolvierte nach dem Besuch des Eton College ein Studium am Trinity College der University of Cambridge.
Kurz nach Beginn des Zweiten Weltkrieges trat er im Oktober 1939 als Unterleutnant seinen Militärdienst bei den Welsh Guards an. Während des Afrikafeldzuges war er Chef der 4. Kompanie des 3. Bataillon der Welsh Guards und nahm als solcher im Mai 1943 an einem Angriff auf Hammam-Lif in Tunesien teil, bei dem er trotz einer Verwundung seine Einheit durch ein schweres Gefecht führte. Für seine Tapferkeit und seine Führungsqualität wurde er mit dem Military Cross (MC) ausgezeichnet.
Anfang 1944 nahm Gibson-Watt an der Verteidigung von Monte Cerasola während der Schlacht um Monte Cassino teil, wobei ihm für seine Verdienste bei einem erfolgreichen Gegenangriff am 9. Februar 1944 eine Spange zum Military Cross verliehen wurde. Zwei Monate später führte er die 4. Kompanie bei einem Gefecht am Po und erhielt dabei für seine Führungsqualität und seinen annähernd leichtsinnigen Mut eine zweite Spange zum Military Cross. Zuletzt wurde er zum Major befördert und war bis zu seinem Ausscheiden aus dem Militärdienst 1946 Instrukteur an der Royal Military Academy Sandhurst.

### Unterhausabgeordneter
Anschließend begann er seine politische Laufbahn in der Kommunalpolitik als er für die Conservative Party zum Mitglied des Rates der Grafschaft Radnorshire (Radnorshire County Council) gewählt wurde.
Einige Jahre später wurde er zum Kandidaten der konservativen Tories für die Unterhauswahlen am 23. Februar 1950 im Wahlkreis Brecon and Radnor nominiert. Dort lieferte er sich mit dem Kandidaten der Labour Party, Tudor Watkins, einen energischen Wahlkampf, den Watkins letztlich wegen eines weiteren unabhängigen liberalen Kandidaten mit einer knappen Mehrheit für sich entscheiden konnte. Bei den Unterhauswahlen vom 25. Oktober 1951 kandidierte Gibson-Watt erneut gegen Tudor Watkins im Wahlkreis Brecon and Radnor, unterlag aber erneut, wenngleich der Vorsprung von Watkins noch knapper wurde.
Nachdem der bisherige Erste Lord der Admiralität James Thomas 1955 zum 1. Viscount Cilcennin ernannt wurde, kandidierte Gibson-Watt als dessen Nachfolger bei einer Nachwahl (By-election) am 15. Februar 1956 im Wahlkreis Hereford für ein Unterhausmandat und konnte sich mit 12.129 Stimmen (44,3 %) gegen den Kandidaten der Liberal Party Humphrey Frank Owen durchsetzen, der 9979 Stimmen (36,4 %) bekam. Im Vergleich zur letzten Wahl von James Thomas verlor Gibson-Watt allerdings 7,5 Prozentpunkte. Das Abgeordnetenmandat im Unterhaus hatte er bis zu den Unterhauswahlen am 10. Oktober 1974 inne.

### Juniorminister
Wenige Monate später übernahm Gibson-Watt sein erstes Regierungsamt als Parlamentarischer Privatsekretär des Unterstaatssekretärs im Kriegsministerium Julian Amery und war zugleich Assistierender Parlamentarischer Geschäftsführer (Assistant Whip). Im Oktober 1959 wurde er Whip der Fraktion der Conservative Party im Unterhaus sowie Lord Commissioner of the Treasury und damit einer der Junior Lords des HM Treasury. Von diesen Ämtern trat er Ende November 1961 zurück, um eine wichtigere Rolle bei den Hinterbänklern zu spielen.
Während einer Erkrankung von Anthony Barber war er als dessen Vertreter 1962 zeitweilig Parlamentarischer Privatsekretär von Premierminister Harold Macmillan, ehe er zwischen 1962 und 1964 als Parlamentarischer Privatsekretär von Schatzkanzler Reginald Maudling fungierte.
Nach der Wahlniederlage der konservativen Tories bei den Unterhauswahlen vom 15. Oktober 1964 wurde Gibson-Watt Sprecher der Opposition für das Amt des Generalpostmeisters und das Ministerium für Wales. In letzterer Funktion bekleidete er den Oppositionsführer Edward Heath bei Besuchen in Wales. 1968 wurde er weiterhin Deputy Lieutenant von Radnorshire.

### Staatsminister im Ministerium für Wales
Nachdem die Conservative Party als Sieger aus den Unterhauswahlen vom 18. Juni 1970 hervorgingen, ernannte der neue Premierminister Edward Heath Gibson-Watt zum Staatsminister im Ministerium für Wales (Welsh Office). Als solcher war er bis zum Ende von Heaths Amtszeit nach den Unterhauswahlen vom 28. Februar 1974 engster Mitarbeiter des damaligen Ministers für Wales (Secretary of State for Wales), Peter Thomas.
Gibson-Watt unterstützte nicht die Devolution, sondern akzeptierte, dass das Welsh Office ein ständiger Teil der Regierung geworden war. Eine seiner Aufgaben war der Vorsitz im Walisischen Großausschuss (Welsh Grand Committee), in dem er sich immer wieder verbalen Attacken der dortigen Vertreter der Labour Party ausgesetzt sah. Zum Ende seiner Amtszeit musste er sich einer Operation unterziehen und entschied sich daher, bei den Unterhauswahlen am 10. Oktober 1974 nicht wieder für ein Mandat im Unterhaus zu kandidieren.
In den folgenden Jahren unterstrich er immer wieder die Leistungen der Regierung Heath für Wales in den Jahren 1970 bis 1974 und wies dagegen gerichtete Kritik energisch zurück. In einem Brief an die Tageszeitung The Times vom 11. Juni 1975 rief er in Erinnerung, dass die Regierung Heath folgende Verbesserung für Wales erreicht hatte: die Auflösung der Ländlichen Entwicklungsbehörde für Mittelwales (Mid-Wales Rural Development Board), die Rettung der Täler von Senny und Dulais vor der Überflutung, die Einrichtung des Beratungskomitees für die walisische Sprache, den Übergang der Zuständigkeit für Primar- und Sekundarbildung an das Wales-Ministerium und die Herausgabe eines ersten Berichts über streunende Tiere in den Tälern von Südwales.
Am 5. April 1974 wurde er auch Privy Councillor (PC).

### Engagement in Organisationen und Oberhausmitglied
Nach seinem Rückzug aus dem politischen Leben engagierte sich Gibson-Watt, der als Landbesitzer in Mittelwales Welsh-Black-Rinder züchtete und zwischen 1962 und 1964 bereits Vorsitzender des Viehexportrates (Livestock Export Council) war, in zahlreichen Organisationen und war unter anderem von 1975 bis 1979 Mitglied des Rates für historische Bauwerke in Wales (Historic Buildings Council Wales).
Des Weiteren war er von 1976 bis 1986 Forstwirtschaftskommissar (Forestry Commissioner) aufgrund des Forstwirtschaftsgesetzes von 1967 (Forestry Act 1967). Außerdem war er 1976 zunächst Präsident und danach zwischen 1977 und 1994 Vorsitzender der Königlich Walisischen Landwirtschaftlichen Gesellschaft (Royal Welsh Agricultural Society).
Ende der siebziger Jahre engagierte er sich in der sogenannten „No Assemly-Kampagne“ und trat dafür ein, dass Wales in einem Referendum am 1. März 1979 keine eigene eigenständige Parlamentarische Versammlung erhielt.
Durch ein Letters Patent vom 7. September 1979 wurde Gibson-Watt als Life Peer mit dem Titel Baron Gibson-Watt, of the Wye in the District of Radnor, aufgrund des Life Peerages Act 1958 in den Adelsstand erhoben und gehörte bis zu seinem Tod dem House of Lords als Mitglied an. Die offizielle Einführung (Introduction) erfolgte am 7. November 1979 mit Unterstützung durch Cameron Cobbold, 1. Baron Cobbold und Michael Noble, Baron Glenkinglas.
Kurz darauf wurde er durch Lordkanzler Quintin McGarel Hogg 1980 zum Vorsitzenden des Council on Tribunals berufen und bekleidete diese Funktion bis 1986. Zugleich fungierte er mehrere Jahre als Friedensrichter (Justice of the Peace) für Rhayader. Ferner war er von 1989 bis 1990 erst Vorsitzender und später zwischen 1993 und 1998 Ehren-Präsident der britischen Holzbauern (United Kingdom Timber Growers).
Aus seiner am 10. Januar 1942 geschlossenen Ehe mit Diana Hambro, eine Tochter des Politikers und Offiziers Charles Jocelyn Hambro, gingen fünf Kinder hervor, darunter seine 1962 geborene jüngste Tochter Sián Diana Gibson-Watt, die zwischen 1993 und ihrer Scheidung 2001 mit Nicholas Biddulph, 5. Baron Biddulph verheiratet war.